# Nátrium-karbonát
| Nátrium-karbonát                                                                                                |                                           |
| \| \| \| |                                           |
| IUPAC-név | nátrium-karbonát                          |
| Más nevek | mosószóda, kalcinált szóda, szóda, sziksó |
| Kémiai azonosítók                                                                                               |                                           |
| CAS-szám | 497-19-8                                  |
| PubChem | 10340                                     |
| ChemSpider | 9916                                      |
| EINECS-szám | 207-838-8                                 |
| DrugBank | DB09460                                   |
| ChEBI | 29377                                     |
| RTECS szám | VZ4050000                                 |
| InChIKey | CDBYLPFSWZWCQE-UHFFFAOYSA-L               |
| UNII | 45P3261C7T                                |
| ChEMBL | CHEMBL186314                              |
| Kémiai és fizikai tulajdonságok                                                                                 |                                           |
| Kémiai képlet                                                                                                   | Na2CO3                                    |
| Moláris tömeg                                                                                                   | 106,0 g/mol                               |
| Megjelenés | fehér színű por                           |
| Halmazállapot                                                                                                   | szilárd                                   |
| Sűrűség | 2,53 g/cm³ (20 °C)                        |
| Olvadáspont | 854 °C                                    |
| Forráspont | 1600 °C                                   |
| Oldhatóság (vízben)                                                                                             | 220 g/l (20 °C)                           |
| Termokémia |                                           |
| Std. képződési entalpia ΔfHo298                                                                                 | −1132 kJ/mol                              |
| Standard moláris entrópia So298                                                                                 | 110 J/(mol·K)                             |
| Veszélyek |                                           |
| EU osztályozás                                                                                                  | Ingerlő (Xi)                              |
| EU Index | 011-005-00-2                              |
| R mondatok | R36                                       |
| S mondatok | S22, S26                                  |
| Lobbanáspont | nem gyúlékony                             |
| Rokon vegyületek                                                                                                |                                           |
| Azonos kation                                                                                                   | a nátrium vegyületei                      |
| Azonos anion | karbonátok                                |
| Ha másként nem jelöljük, az adatok az anyag standardállapotára (100 kPa) és 25 °C-os hőmérsékletre vonatkoznak. |                                           |
| |                                           |

A nátrium-karbonát – ammóniákszóda, mosószóda, szóda, sziksó, népiesen kuksó – a szénsav nátriumsója, képlete Na2CO3. Standardállapotban szilárd, fehér, higroszkópos, kristályos por. Vízben kitűnően oldódik, vizes oldata lúgos kémhatású. Vízlágyításra, savanyúságot szabályozó anyagként (E500) és tisztításra is felhasználják. A természetben a nátriumtartalmú kőzetek mállásakor folyamatosan képződik. Kinyerhető a legtöbb nátrium-gazdag növény hamujából, ipari mennyiségben Solvay-eljárással állítják elő, amihez nátrium-kloridot, ammóniát és szén-dioxidot használnak fel.
A szóda szó a latin solidus (szilárd, kemény) szóból származik.

## Előfordulása, előállítása
A természetben előfordul szikes talajokban és egyes tavak vizében. Ezen kívül megtalálható még a növények hamujában. Előállítható a Solvay-eljárással, melynél alapanyagként nátrium-kloridot, ammóniagázt és szén-dioxidot használnak. Telített nátrium-klorid oldatba nyomás alatt ammóniagázt és szén-dioxidot juttatnak, melyből ammónium-klorid és nátrium-hidrogén-karbonát képződik. A nátrium-hidrogén-karbonát vízben kevésbé oldódik, mint az ammónium-klorid, így por alakban kiválik az oldatból, melyet összegyűjtenek, megszárítanak, és végül kiizzítanak. A végeredmény vízmentes nátrium-karbonát, ammónium-klorid és szén-dioxid, melyet a folyamat elejéhez visszavezetnek. Ez a folyamat leggazdaságosabb része.
A nátrium-karbonát három különböző kristályvíztartalmú hidrát formájában, illetve kristályvíz nélkül fordulhat elő,
- Na2CO3·10H2O
- Na2CO3·7H2O
- Na2CO3·H2O
- Na2CO3

A dekahidrát formában előforduló nátrium-karbonátot mosószódának is nevezik.

## Tulajdonságai

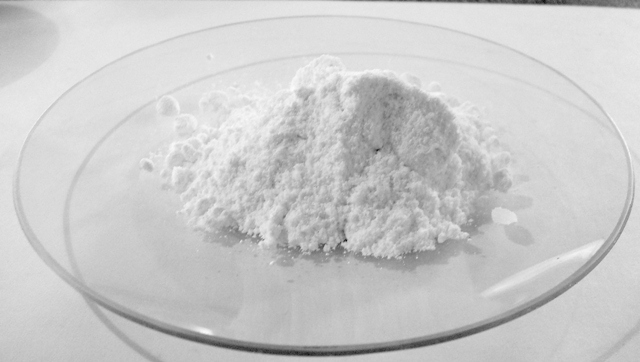
Nátrium-karbonát

Fehér színű por, vagy színtelen kristály, vízben nagyon könnyen oldódik, ami enyhén exoterm folyamat. Mivel hidrolizál, vizes oldata lúgos kémhatású. Vizes oldatából 32 °C alatt 10 mol kristályvízzel kristályosodik ki, savak hatására szén-dioxid képződés mellett a megfelelő nátrium-sókká alakul.
{\displaystyle \mathrm {NaCl+NH_{3}+CO_{2}+H_{2}O\rightarrow NaHCO_{3}+NH_{4}Cl} }
Nátrium-klorid, ammónia, szén-dioxid és víz reakciója nátrium-hidrogén-karbonát és ammónium-klorid keletkezése közben.
{\displaystyle \mathrm {2\ NaHCO_{3}\rightarrow Na_{2}CO_{3}+CO_{2}+H_{2}O} }
A nátrium-hidrogén-karbonát hőbomlása 100 °C felett nátrium-karbonát, szén-dioxid és víz keletkezése közben.

## Felhasználása
- mumifikálásra
- üveggyártásban
- vizek lágyításánál
- mosószerként a textiliparban
- sütőporként
- lúgosítóanyagként előhívókban
- penészedésgátló alapanyag szódabikarbónával és trisóval keverve (szabadalmi szám CA 2504014 C)
- más nátrium vegyületek előállítására (például bórax)

Vízlágyítás során a karbonátionok a vízben oldott magnézium illetve kalcium ionokkal vízoldhatatlan kalcium, illetve magnézium karbonátot alkotnak.
{\displaystyle {\ce {Ca^2+ +CO3^2- = CaCO3 v}}}
A VIII. Magyar Gyógyszerkönyvben három néven hivatalos:
| Nátrium-karbonát, vízmentes | Natrii carbonas anhydricus   |
| Nátrium-karbonát-monohidrát | Natrii carbonas monohydricus |
| Nátrium-karbonát-dekahidrát | Natrii carbonas decahydricus |

## Élettani tulajdonságai
Nem mérgező, LD50 értéke patkányoknál szájon át adva 4090 mg/testtömeg kg.